# 2014 en Papouasie-Nouvelle-Guinée
Cet article présente les faits marquants de l'année 2014 en Papouasie-Nouvelle-Guinée.

## Évènements
- 18 janvier : Le chef de la police ordonne l'arrestation du chef de l'opposition parlementaire, Belden Namah, l'accusant de l'avoir menacé[1]. Une juge suspend néanmoins cette décision[2].

- 27 janvier : Le premier ministre de Papouasie-Nouvelle-Guinée, Peter O'Neill, rencontre le président de la province autonome de Bougainville, John Momis, à Buka, capitale par intérim de la province. Il s'agit de la première visite d'un chef de gouvernement papou-néo-guinéen à Bougainville depuis la guerre civile achevée en 2000. Cette visite participe au processus de réconciliation et de consolidation du processus de paix[3]. Visitant la mine de Panguna, site d'origine du conflit, O'Neill présente les excuses du gouvernement à la population de Bougainville pour leur souffrance durant la guerre[4].

- 18 février : Émeutes dans un camp de détention de demandeurs d'asile, détenus en Papouasie-Nouvelle-Guinée pour le compte de l'Australie ; un détenu décède, et soixante dix-sept personnes sont blessées, dont treize grièvement[5].

- 24 février : Pour la première fois de son histoire, la Papouasie-Nouvelle-Guinée compte deux femmes au gouvernement. Delilah Gore, nouvellement nommée ministre de l'Enseignement supérieur par le premier ministre Peter O'Neill, rejoint Loujaya Kouza, ministre du Développement communautaire, de la Religion et de la Jeunesse[6].

- 25 février : Lancement d'une politique de gratuité des soins médicaux de base (désormais financés par l'État)[7].

- 29 août : Éruption du mont Tavurvur[8].

- 3 décembre : Don Polye, ancien ministre des Finances limogé en mars, remplace Belden Namah comme chef de l'opposition officielle[9].

- 28 décembre : La province autonome de Bougainville change de fuseau horaire, rejoignant le fuseau UTC+11:00. Le reste du pays reste sur le fuseau UTC+10:00[10].